# Eusebi Valldeperas i Merich
Eusebi Valldeperas i Merich (Barcelona,1827 - Madrid,1900) va ser un pintor català pertanyent al Romanticisme espanyol.
Valldeperas es comença a formar a l'Escola de Dibuix de Barcelona i després continuà com a deixeble de Antonio Esplugas. L'any 1845 es va traslladar a Madrid, amb interès per la carrera d'arquitectura però els seus pares van veure en ell talent per la pintura, l'animaren a continuar formant-se a l'Acadèmia de San Fernando. Allà fou deixeble de Federico de Madrazo i Carlos Luis de Ribera.
Es presentà a les Exposicions que organitzà l'Acadèmia durant 1848,1849,1850 i 1851 i rebé molt bones crítiques.
L'any 1852, amb ganes de continuar formant-se marxa a París on rep una gran influència de M.Leon Cogniet. Quatre anys més tard viatjà per Bèlgica, Alemania i Itàlia, des d'on continuà enviant obres a les Exposicions i continuà obtenint elogis i triomfs, ja que durant els anys 1858, 1864 i 1867 guanyà la tercera medalla a la Exposicion Nacional de Bellas Artes.
L'any 1864 també obtingué la medalla de bronze a l'Exposició de Bayona.
Finalment, l'any 1852 fou nomenat cavaller de l'Orde de Carles III. També fou comendador de l'Orde d'Isabel la Catòlica, i membre de les Acadèmies de Geografia i Arqueologia.
Es troben obres de Valldeperas al Museo del Prado, als Reales Alcázares de Sevilla i a la Biblioteca Museu Víctor Balaguer entre d'altres.